# Frequenze e Dissolvenze
Frequenze e dissolvenze  è una raccolta di successi del cantante italiano Franco Battiato, pubblicata nel 2007 dalla EMI. La raccolta è composta da 2 CD, per un totale di 34 canzoni. Il primo disco contiene pezzi registrati in studio, mentre il secondo performance dal vivo. Sono presenti anche due DVD: "Dal cinghiale al cammello" e "Concerto a Baghdad".

## Tracce
Testi di Franco Battiato, tranne dove indicato, musiche di Franco Battiato e Giusto Pio.

### CD 1
1. L'era del cinghiale bianco – 4:14 (Battiato-Pio)
2. Up Patriots to Arms – 5:00 (Battiato-Pio)
3. Le aquile – 4:08 (Battiato-Pio)
4. Centro di gravità permanente – 3:55 (Battiato-Pio)
5. Bandiera bianca – 5:19 (Battiato-Pio)
6. Summer on a Solitary Beach – 4:51 (Battiato-Pio)
7. La stagione dell'amore – 3:46 (Battiato)
8. Un'altra vita – 3:42 (Battiato-Pio)
9. Radio Varsavia – 4:06 (Battiato-Pio)
10. Chan-son egocentrique – 4:12 (Battiato-Pio)
11. No Time No Space – 3:25 (Battiato-Pio)
12. Nomadi – 4:22 (Camisasca)
13. E ti vengo a cercare – 3:50 (Battiato)
14. Giubbe rosse – 4:14 (Battiato-Pio)
15. Povera patria – 3:44 (Battiato-Pio)
16. Caffè de la Paix – 4:23 (Battiato)
17. L'ombrello e la macchina da cucire – 4:18 (Sgalambro-Battiato)

Durata totale: 71:29

### CD 2
1. Il re del mondo (da Unprotected) – 3:24 (Battiato-Pio)
2. Stranizza d'amuri (da Unprotected) – 2:25 (Battiato-Pio)
3. Prospettiva Nevski (da Unprotected) – 3:14 (Battiato-Pio)
4. Gli uccelli (da Giubbe rosse) – 4:42 (Battiato-Pio)
5. Cuccurucucù (da Giubbe rosse) – 2:57 (Battiato-Pio)
6. Voglio vederti danzare (da Giubbe rosse) – 3:21 (Battiato-Pio)
7. Mal d'Africa (da Unprotected) – 2:59 (Battiato)
8. L'animale (da Unprotected) – 3:06 (Battiato)
9. I treni di Tozeur (da Unprotected) – 3:12 (Cosentino-Battiato-Pio)
10. Secondo imbrunire (da Unprotected) – 2:50 (Battiato)
11. L'oceano di silenzio (da Giubbe rosse) – 4:24 (Battiato)
12. Sequenze e frequenze (da Giubbe rosse) – 7:04 (Battiato)
13. Lettera al governatore della Libia (da Giubbe rosse) – 3:15 (Battiato-Pio)
14. Alexander Platz (da Giubbe rosse) – 3:23 (Cohen-Battiato-Pio)
15. Mesopotamia (da Giubbe rosse) – 4:23 (Battiato-Pio)
16. L'ombra della luce (da Unprotected) – 4:04 (Battiato-Pio)
17. Lode all'inviolato (da Unprotected) – 3:12 (Battiato)

Durata totale: 61:55

### DVD 1: "Dal cinghiale al cammello"
1. Intro
2. L'era del cinghiale bianco (Battiato-Pio)
3. Il re del mondo (Battiato-Pio)
4. Strade dell'est (Battiato-Pio)
5. Up Patriots To Arms (Battiato-Pio)
6. Centro di gravita permanente (Battiato-Pio)
7. Bandiera bianca (Battiato-Pio)
8. L'esodo (Battiato-Pio)
9. New Frontiers (Battiato-Pio)
10. Radio Varsavia (Battiato-Pio)
11. Clamori (Battiato-Pio)
12. Voglio vederti danzare (Battiato-Pio)
13. La stagione dell'amore (Battiato)
14. Mal d'Africa (Battiato)
15. Via Lattea (Battiato)
16. No Time No Space (Battiato-Pio)
17. E ti vengo a cercare (Battiato)
18. Veni l'autunnu (Battiato)
19. Fisiognomica (Battiato)
20. Secondo imbrunire (Battiato)
21. L'oceano di silenzio (Battiato)
22. Mesopotamia (Battiato-Pio)
23. Giubbe rosse (Battiato-Pio)
24. Povera patria (Battiato-Pio)
25. Come un cammello in una grondaia (Battiato-Pio)
26. L'ombra della luce (Battiato-Pio)

### DVD 2: "Concerto a Baghdad"
1. L'ombra della luce (Battiato-Pio)
2. Il re del mondo (Battiato-Pio)
3. Fisiognomica (Battiato)
4. Prospettiva Nevski (Battiato-Pio)
5. I treni di Tozeur (Cosentino-Battiato-Pio)
6. Mesopotamia (Battiato-Pio)
7. E ti vengo a cercare (Battiato)
8. Gilgamesh (Battiato-Pio)
9. Schmerzen (Wagner)
10. Plaisir d'amour (Martin)
11. Gestillte Sensucht (Brahms)
12. Oh, Sweet Were The Hours (Bethoven)
13. Come un cammello in una grondaia (Battiato-Pio)
14. L'oceano di silenzio (Battiato)
15. Fog In Nakhal Intro